# Mycomya wuyishana
Mycomya wuyishana är en tvåvingeart som beskrevs av Yang och Wu 1993. Mycomya wuyishana ingår i släktet Mycomya och familjen svampmyggor.
Artens utbredningsområde är Fujian (Kina). Inga underarter finns listade i Catalogue of Life.